# Clematepistephium smilacifolium
Clematepistephium smilacifolium är en orkidéart som först beskrevs av Heinrich Gustav Reichenbach, och fick sitt nu gällande namn av Nicolas Hallé. Clematepistephium smilacifolium ingår i släktet Clematepistephium, och familjen orkidéer.
Artens utbredningsområde är Nya Kaledonien. Inga underarter finns listade i Catalogue of Life.